# Angraecum bancoense
Angraecum bancoense är en orkidéart som beskrevs av Burg. Angraecum bancoense ingår i släktet Angraecum och familjen orkidéer. Inga underarter finns listade i Catalogue of Life.